# آریل‌سولفاتاز E
آریل‌سولفاتاز E (انگلیسی: Arylsulfatase E) نام آنزیمی در انسان است که توسط ژن «ARSE» کُد می‌شود.
این آنزیم از گروهِ آریل‌سولفاتازها و از خانوادهٔ سولفاتازها که استرهای سولفات (اُرگانوسولفات) را هیدرولیز می‌کند. این آنزیم در دستگاه گلژی قرار دارد و برای ساخت و ترکیب طبیعی استخوان و غضروف لازم است.
کمبود این آنزیم موجب بروز بیماری «کندرودیسپلازی نقطه‌ای مغلوب وابسته به کروموزوم X» (انگلیسی: X-linked recessive chondrodysplasia punctata) می‌شود که نوعی نقصِ تکاملی در استخوان و غضروف است.